# Стефани Пъркинс
Стефани Пъркинс (на английски: Stephanie Perkins) е американска редакторка и писателка на произведения в жанра любовен роман за юноши, трилър и хорър. В България е издавана и като Стефъни Пъркинс.

## Биография и творчество
Стефани Пъркинс е родена на 24 ноември 1981 г. в Южна Каролина, САЩ. Израства в Аризона. Следва в университетите в Сан Франциско, Калифорния, и в Атланта, Джорджия. След дипломирането си работи като продавач на книги и като библиотекар. След като прекарва една година в Сан Франциско, тя се премества през 2004 г. да живее със съпруга си Джарод Пъркинс в Ашвил, Северна Каролина.
Първият ѝ роман „Целувка за Ана“ от поредицата „Ана и френската целувка“ е издаден през 2010 г. 17-годишната Ана от Атланта е изпратена за една година да учи в Париж, и въпреки първоначалното си нежелание, тя постепенно оценява неговия дух – ароматното кафе, криволичещите улички и великолепните сгради, които ѝ показва привлекателния Етиен Сен Клер. Мечтите ѝ започват да се сбъдват с една парижка целувка. Следват още два романа от поредицата – „Звезди за Лола“ и „Рисунка за Айла“, от които първият получава награди за литература за юноши.
През 2017 г. е издаден романът ѝ „Има някой в къщата ти“. Гимназистката Макани Йънг живее при при баба си в провинциална Небраска. В един момент в градчето започнат поредица от ужасяващи убийства на нейни съученици, и тя трябва да намери начин да оцелее. Романът става бестселър в списъка на „Ню Йорк Таймс“ и през 2021 г. е екранизиран в едноименния филм с участието на Сидни Парк и Теодор Пелерен.
Стефани Пъркинс живее със семейството си в Ашвил.

## Произведения

### Самостоятелни романи
- There's Someone Inside Your House (2017)[1][2][3]
- The Woods Are Always Watching (2020)

### Поредица „Ана и френската целувка“ (Anna and the French Kiss)
1. Anna and the French Kiss (2010)[1][2]
Целувка за Ана, изд.: „Егмонт“, София (2013), прев. Елка Виденова
2. Lola and the Boy Next Door (2011) – награда Listen Up и награда на Асоциацията за библиотечни услуги за юноши
Звезди за Лола, изд.: „Егмонт“, София (2013), прев. Елка Виденова
3. Isla and the Happily Ever After (2014)
Рисунка за Айла, изд.: „Егмонт“, София (2015), прев. Елка Виденова

### Сборници
тя е и редактор на сборниците
- Summer days & summer nights (2016) – с Вероника Рот, Касандра Клеър, Дженифър Е. Смит, Лий Бардуго, Лев Гросман, Франческа Лия Блок, Либа Брей, Бранди Колбърт, Джон Сковрон, Нина Лакур и Тим Федерле[1]
“След деветдесет минути завийте на север“ в „Летни дни и летни нощи : 12 любовни истории“, изд.: „Сиела“, София (2016), прев. Деница Райкова
- It's a Yuletide Miracle, Charlie Brown в My True Love Gave To Me (2014) – с Холи Блек, Кели Линк, Джени Хан, Мат де ла Пеня, Дейвид Левитан, Рейнбоу Роуъл, Гейл Форман, Майра Макинтайър, Кирстен Уайт, Али Картър, Лейни Тейлър[2]
“Това е коледно чудо, Чарли Браун“ в „Любовта ми подари : 12 празнични истории“, изд.: „Сиела“, София (2016), прев. Деница Райкова

### Екранизации
- 2021 There's Someone Inside Your House